# Чикаго-спайр
«Чика́го-спайр» (англ. Chicago Spire, «Чикагский шпиль») — бывший проект сверхвысокого небоскрёба в городе Чикаго, штата Иллинойс, США. В конце осени 2008 строительство было остановлено из-за глобального кризиса. Здание было спроектировано испанским архитектором Сантьяго Калатравой, строительство осуществлялось компанией Shelbourne Development. Высота небоскрёба по проекту составляла 609,6 м, этажность — 150 этажей, ожидалось, что после постройки «Чикаго-Спайр» станет высочайшим зданием в Западном полушарии и вторым по высоте жилым зданием в мире после «Бурдж-Халифа».
Проект был представлен общественности в июле 2005 года Кристофером Карли из Fordham Company (англ.), после чего получил широкую известность и поддержку как официальных представителей города, так и простых горожан. Через несколько месяцев Карли стал испытывать недостаток финансирования и проект сменил подрядчика — теперь им стала компания Shelbourne Development Гаррета Келехера. После этого конструкция здания трижды была пересмотрена. Строительство началось в 2007 году, однако уже через год было приостановлено из-за глобальной финансового кризиса. Вдобавок к этому, 8 октября 2008 года Сантьяго Калатрава заявил, что подрядчик должен ему 11,34 млн долл. за работу, после чего многие эксперты стали сомневаться в осуществимости проекта.
По состоянию на июнь 2008 года Shelbourne Development продал более чем 350 из 1193 квартир в башне, причём более половины из этого количества было продано иностранным резидентам. 30 сентября было объявлено, что пентхаус здания продан предпринимателю Таю Уорнеру. Келехер предложил сдавать помещения в аренду, предполагая, что это улучшит реализацию малометражных помещений.

## История

### «Фордхэм-Спайр»
Изначально известный под названием «Фордхэм-Спайр», проект, возглавляемые главой Fordham Company, Кристофером Карли, предполагал сооружение башни высотой в 115 этажей. Планировалось, что в башне разместится гостиница и телекоммуникационное оборудование. 16 марта 2006 года городская комиссия по строительству единогласным решением одобрила проект к строительству. 29 марта 2006 года здание также было одобрено городским советом Чикаго. Тогда же была увеличена высотность здания — теперь она составила 2000 футов (609,6 метров).
Проект башни стал мишенью критики, в частности Дональд Трамп заявил, что башня такой высоты станет приманкой для террористов и её нельзя рассматривать даже в качестве проекта.

### Финансовые проблемы
После нескольких месяцев работы над проектом, Карли стал испытывать трудности с финансированием, в результате чего проект был передан в Shelbourne Development Гаррета Келехера. У Келехера дела пошли лучше, он сумел выкупить землю и найти достаточно средств для начала строительства башни. Келехер переименовал проект сначала в «Норт-лейк-шор драйв 400», а затем в «Чикаго-Спайр».

### Изменения проекта
В IV квартале 2006 года Shelbourne Development выпустил два пресс-релиза, касающихся строительства башни. В ноябрьском пресс-релизе указывалось, что, строительство начнётся в июне 2007 года. В начале декабря 2006 года Shelbourne Development выпустил другой пресс-релиз, в котором говорилось об изменениях в конструкции здания. Согласно новому проекту, здание становилось жилым, с крыши была убрана антенна и другое телекоммуникационное оборудование. Основание башни расширялось, а угол закручивания фасада был увеличен с 270 до 360°. Также было увеличено количество этажей, парковка была вынесена из подземных этажей в отдельное сооружение. Изменения в проекте подверглись критике со стороны архитектурного сообщества и администрации города.
В конце декабря 2006 года в газете «Chicago Tribune» была опубликована заметка о том, что подрядчик собирается вновь внести изменения в проект башни. Через несколько недель Chicago Tribune опубликовала интервью с Сантьяго Калатравой и Гарретом Келехером, в котором был представлен новый дизайн башни, изменения в частности коснулись проекта лобби и спиралевидной формы. 26 марта 2007 года был принят окончательный дизайн, по которому и начали строить здание.
Реакция жителей города и представителей СМИ на последний дизайн башни была благосклонной. и 19 апреля 2007 года городская комиссия по планированию окончательно одобрила строительство «Чикаго-Спайр». 26 апреля проект был одобрен комиссией по районированию города. 9 мая 2007 года проект одобрила финальная инстанция — Городской совет Чикаго.

### Начало строительства
После одобрения со стороны городских властей было объявлено, что строительство начнётся летом 2007 года. Строительной площадкой был выбран парк Дюсабля. Офис продаж «Чикаго-Спайр» был открыт 14 января 2008 года.
19 сентября 2008 года было объявлено, что строительство башни продолжается, однако темпы работ будут замедлены до восстановления финансового сектора страны после кризиса. Келехер заверил в прессе, что у него имеются значительные финансовые резервы, хотя некоторые аналитики сомневаются в том, что этих резервов хватит на продолжение строительства. Подрядчик на надземную часть небоскрёба по состоянию на осень 2008 года не был утверждён. 1 октября 2008 года в The Wall Street Journal была опубликована статья, в которой указывалось, что работы над фундаментом здания закончены, однако дальнейшие работы по нулевому циклу не будут проводиться до восстановления рынков.

### Нулевой цикл
25 июня 2007 года на стройплощадку прибыли части кранов и другое строительное оборудование. На следующий день Shelbourne Development официально объявила о начале строительства. В начале строительства в грунт на глубину 37 м было забурено 34 бетонных и стальных кессона; эта часть работ была завершена 25 июня 2008 года. В эти же сроки был установлен коффердам диаметром 31 м и глубиной 24 м. Предполагается, что впоследствии он будет служить основанием для ядра здания. Вокруг здания во время нулевого цикла шли работы по обустройству инфраструктуры. Вначале предполагалось, что нулевой цикл будет завершён в конце 2008 года, а в середине 2009 года должно было начаться строительство наземных этажей, однако в связи с приостановкой строительства эти сроки были сдвинуты на неопределённое время. В 2010 году от дальнейшего строительства было решено отказаться.

## Расположение здания
Башня строилась рядом с озером, к западу от Нейви-пир, на территории района Нир Норт Сайд. Стройплощадка находится на месте слияния реки Чикаго и озера Мичиган. Изначально по городскому плану на месте строительства башни предполагалось построить два здания высотой 35 и 50 этажей. Стройплощадку предполагалось отдать под застройку за 64 млн долларов Кристоферу Карли, однако, ввиду финансовых трудностей, Карли отказался от проекта, и права застройщика отошли к Келехеру.

### Парк Дюсабля
Когда проект был представлен публике, Fordham Company планировала вложить около 500 тыс. долларов в постройку парка Дюсабля (англ.), который должен был граничить со строительной площадкой «Чикаго-спайр». Парк Дюсабля должен был занимать 1,3 га земли, на его создание предполагалось потратить 11,4 млн долларов. После смены подрядчика, 26 марта 2007 года, Shelbourne Development объявила о том, что вложит в возведение парка 6 млн долларов. В мае 2007 года эта сумма была увеличена до 9,6 млн.
Пробы почвы, которые были проведены в декабре 2000 года на территории будущего парка, показали загрязнение грунта радиоактивным элементом торием. Торий использовался компанией «Линдсэй Лайт», располагавшейся неподалёку. После того, как «Линдсэй Лайт» была выведена со своего места в 1930-х годах, загрязнённая почва была выгружена на месте будущего парка Дюсабля. В марте 2003 года городские власти заявили, что очиска грунта от тория не была завершена. Считается, что эффект от загрязнения будет сведён к нулю в том случае, если закатать территорию слоем бетона минимум 15 см толщиной.

## Архитектура

### Конструкция
По заявлению Сантьяго Калатравы, архитектора «Чикаго-Спайр», идея высокого закрученного спиралью небоскрёба была подсказана ему природой. Замысел Калатравы был спроектировать башню, напоминающую спирально закручивающуюся струйку дыма от костра, разожжённого индейцами на берегу реки Чикаго, кроме того форма здания по словам Калатравы, должна была напоминать закручивающуюся раковину улитки.
Имея высоту в 2000 футов (609,6 м), «Чикаго-Спайр» после постройки серьёзно изменит скайлайн Чикаго. В башне предполагается разместить 1193 кондоминиума, а каждый из 150 этажей должен иметь поворот на угол 2,44° относительно соседнего, всего спираль будет делать оборот в 360°. В феврале 2008 года были объявлены цены на кондоминиумы — они варьировались от 750 тыс. долларов до 40 млн долларов. Для усиления конструкции каждый этаж будет поддерживаться специальными кронштейнами. Как и на Сирс тауэр и в Джон Хэнкок центр, верхний этаж Чикаго-Спайр будет общего пользования. Отсюда жители здания смогут наслаждаться видами на четыре штата США. Лобби здания по проекту будет иметь стены из стекла, поддерживаемые железобетонными опорами.
В прессе небоскрёб из-за его необычной формы называли «гигантским сверлом», а также «высоким закрученным деревом» и «стеклянным клинком».
«Закрученная» форма здания, как и в другом проекте Калатравы — Turning Torso в шведском городе Мальмё, имеет два преимущества. Во-первых, «закрученность» усиливает конструкцию, из-за этого, к примеру, крыши стадионов иногда делают волнообразными. Во-вторых, спиралевидная форма здания уменьшает ветровые нагрузки, так что отпадает необходимость в инерционных гасителях ветровых колебаний, которые потребовались бы в случае здания прямоугольного сечения. Устойчивость к ветровым нагрузкам в башне будет повышена также за счёт использования суживающегося к концу железобетонного ядра и двенадцати специальных каркасов, прикреплённых к ядру.
Предполагается, что «Чикаго-Спайр» будет экологичным зданием. Здесь будут внедрены технологии использования очищенной дождевой воды, а также речной воды для охлаждения. Специальные сконструированные стёкла будут предотвращать гибель птиц при миграции. Будет внедрена интеллектуальная система сбора и утилизации мусора.

### Высота
Предполагалось, что Чикаго-Спайр после постройки станет двенадцатым по высоте свободно стоящим сооружением в мире после запланированных проектов зданий Мубарак аль-Кабир тауэр (1001 м), Бурдж Халифа (828 м), Пагкор тауэр (665 м), Ланко хилз сигнейчер тауэр (640 м), Шанхайская башня (632 м), Небесное дерево Токио (634 м), Пентоминиум (618 м), Сондо тауэрс (614 м), Башня Россия (612 м), Телебашня Гуанчжоу (610 м) и Инчхон тауэр (610 м). На конец 2012 года из перечисленных зданий до конца построены 3 (2 телебашни и Бурдж Халифа), строительство Пентоминиума (высота была уменьшена до 516 м) остановлено на уровне 22-го этажа. Шанхайская башня достроена в 2015 году, строительство Башни Россия отменено. Судьба остальных проектов неизвестна — но скорее всего, они тоже были отменены.
«Чикаго-Спайр» должен был превзойти небоскрёб Уиллис тауэр, являющийся самым высоким зданием Чикаго и США, и стать самым высоким зданием в Западном полушарии. Кроме того, «Чикаго-Спайр» должен был стать вторым по высоте жилым зданием в мире после 828-метрового небоскрёба Бурдж Халифа в Дубае.

## Фотогалерея
- Земляные работы, 22 августа 2007
- Земляные работы, 12 января 2008
- «Дыра» Чикаго-спайр в 2021 году